# German Juniors 2015
Das German Juniors 2015 im Badminton fand vom 5. bis zum 8. März 2015 in Berlin statt. Es war die 32. Austragung dieses bedeutendsten internationalen Badminton-Juniorenwettkampfs in Deutschland.

## Sieger und Platzierte
| Disziplin    | Gold                        | Silber                      | Bronze                                              |
| ------------ | --------------------------- | --------------------------- | --------------------------------------------------- |
| Herreneinzel | Satheishtharan Ramachandran | Anders Antonsen             | Cheam June Wei                                      |
| Herreneinzel | Satheishtharan Ramachandran | Anders Antonsen             | Seo Seung-jae                                       |
| Dameneinzel  | Goh Jin Wei                 | Mia Blichfeldt              | Natsuki Nidaira                                     |
| Dameneinzel  | Goh Jin Wei                 | Mia Blichfeldt              | Yeo Jia Min                                         |
| Herrendoppel | Choi Jong-woo Seo Seung-jae | Ben Lane Sean Vendy         | Kenya Mitsuhashi Yuta Watanabe                      |
| Herrendoppel | Choi Jong-woo Seo Seung-jae | Ben Lane Sean Vendy         | Goh Sze Fei Tan Jinn Hwa                            |
| Damendoppel  | Kim Hye-jeong Park Keun-hye | Kim Hyang-im Shim Ye-rim    | Marsheilla Gischa Islami Rahmadhani Hasiyanti Putri |
| Damendoppel  | Kim Hye-jeong Park Keun-hye | Kim Hyang-im Shim Ye-rim    | Nisak Puji Lestari Rika Rositawati                  |
| Mixed        | Yuta Watanabe Chiharu Shida | Choi Jong-woo Kim Hye-jeong | Max Weißkirchen Eva Janssens                        |
| Mixed        | Yuta Watanabe Chiharu Shida | Choi Jong-woo Kim Hye-jeong | Park Kyung-hoon Park Keun-hye                       |